# ボミ郡
ボミ郡（ボミぐん、英語: Bomi County）は、西アフリカのリベリア共和国に15郡ある郡（county）の1つである。面積は1,942km2で人口は133,705人（2022年国勢調査）、ボミ郡の中心地はタブマンバーグ。
サミュエル・ドウ軍事政権下の1984年に、モンセラード郡から分離・創設された。

## 隣接行政区画
- グランドケープマウント郡
- バルポル郡
- ボン郡
- モンセラード郡

## 下位行政区画
ボミ郡にはさらに4の地区（District）に分かれている。
- デウォイン地区（英語版）（Dewoin District）
- クレイ地区（英語版）（Klay District）
- セウン・メッカ地区（英語版）（Seuhn Mecca District）
- センジェ地区（英語版）（Senjeh District）